# Huddinge försöksgymnasium
Huddinge försöksgymnasium var en kommunal gymnasieskola belägen i Huddinge i Huddinge kommun. Gymnasiet överfördes 1972 till Huddingegymnasiet. 

## Historik
1960 startades ett försöksgymnasium på Kvarnbergsskolan som första gymnasieskola i Huddinge. Gymnasiet överfördes 1972 till Huddingegymnasiet. Studentexamen gavs 1963–1968. 